# Bringinsari
Bringinsari is een bestuurslaag in het regentschap Kendal van de provincie Midden-Java, Indonesië. Bringinsari telt 4332 inwoners (volkstelling 2010).